# Börs
För andra betydelser, se Börs (olika betydelser).

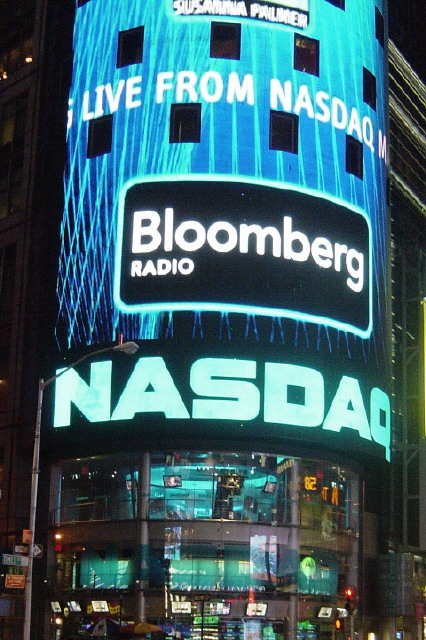
Nasdaq i New York, en av världens största börser.

En börs är en marknadsplats där man köper och säljer olika saker till marknadspris. De vanligaste är börser för aktier och andra finansiella instrument men det finns även andra exempel, såsom derivatbörs, elbörs, råvarubörs och oljebörs med flera. För att möjliggöra handel används en mäklare som mäklar transaktioner, ofta kallad för börsmäklare.

## Aktiebörs
Aktiebolag kan notera sina aktier på en aktiebörs för att säljare och köpare skall kunna göra affärer på ett kontrollerat vis och med viss likviditet. Noterade bolag kallas börsbolag eller börsföretag.
En aktieägare som vill sälja aktier lägger en så kallad säljorder på aktiebörsen. Man anger hur många aktier man vill sälja och till vilket pris man är beredd att sälja dem.
Säljordern läggs sedan in i börsens system och därmed kan information om att den aktuella posten är ute till försäljning distribueras till alla som är intresserade.
På samma sätt lägger en köpare in en köporder och anger på så sätt att man vill köpa ett visst antal aktier till ett visst pris.
Den lägsta kurs en säljare är beredd att sälja för respektive den högsta kurs en köpare är beredd att betala kallas aktieaffärens limit.
Säljarnas och köparnas order sammanställs i ett så kallat orderdjup, som visar hur många aktier som är till salu (samt till vilka priser) respektive hur många som kan köpas upp av köparna (samt till vilka priser). Säljorder matchas mot köporder, och om någon vill köpa till det pris säljaren begär blir det affär och aktierna byter ägare.
I Sverige finns två aktiebörser[källa behövs] som drivs som reglerade marknader, Nasdaq OMX Stockholm för etablerade bolag och NGM Equity för tillväxtbolag. Utöver reglerade marknader finns i Sverige ett flertal MTF:er (Multilateral Trading Facilities) och andra marknadsplatser som erbjuder alternativa marknader för aktier såsom Spotlight (före detta Aktietorget) och Alternativa aktiemarknaden. Tidigare fanns även Burgundy.
Att noteras på aktiebörs innebär att aktiebolag genomgått en omfattande granskning under den så kallade noteringsprocessen. Medan granskningen pågår placeras en börskandidat på observationslistan.
Termen börs eller aktiebörs är en skyddad beteckning, och i Sverige bör ordet börs användas endast för de företag (banker och vissa finansinstitut) som fått Finansinspektionens (FI) auktorisation att bedriva börsverksamhet. Börserna bör skiljas från olika typer av aktielistor eller MTF, där bolagen endast listas. Exempel på aktielistor i Sverige är First North, NGM Nordic MTF, Spotlight (före detta Aktietorget) och Alternativa listan/Pepins Group där bolag endast listas.
| Orderdjup AB Bolaget | Orderdjup AB Bolaget | Orderdjup AB Bolaget | Orderdjup AB Bolaget |
| Sälj, antal          | Sälj, kurs           | Köp, kurs            | Köp, antal           |
| -------------------- | -------------------- | -------------------- | -------------------- |
| 5000                 | 37,50                | 37,00                | 900                  |
| 1000                 | 38,00                | 36,50                | 400                  |
| 1200                 | 39,00                | 36,00                | 1100                 |
| 1500                 | 39,50                | 35,00                | 1500                 |

I exemplet ovan ser vi ett orderdjup. På den översta raden finns den säljare respektive köpare som ligger närmast varandra i begärt pris. Säljaren vill sälja 5000 aktier i AB Bolaget och begär 37,50 per aktie. Köparen är beredd att köpa 900 aktier för 37,00 per aktie.
Säljarens begärda pris kallas för säljkurs och köparens erbjudna pris kallas för köpkurs. Skillnaden mellan dessa kallas med ett engelskt lånord för spread, spridning.
Är spridningen stor är sannolikheten för affär låg. Är spridningen liten är sannolikheten större för att någon av köparen eller säljaren justerar sitt bud för att det skall bli affär. Den kurs som affären sker till kallas för avslutskurs eller senast betalt.
Detta är skälet till att det finns tre olika kurser när man tittar på en kurslista: Köp, Sälj och Senast betalt. Antalet aktier som har bytt ägare under en handelsdag kallas för volym.

## Robothandel
Idag förekommer en stor del av börshandeln i form av datoriserad robothandel. Denna robothandel på börsen sker blixtsnabbt och stora order på miljonbelopp kan läggas och tas bort på några millisekunder utan att någon transaktion hinner ske. Detta görs för att aktörer på marknaden vill kunna påverka aktiekurserna i positiv eller negativ riktning utan att ett avslut hinner ske. Under augusti månad 2011 skedde ett kraftigt börsfall på Stockholmsbörsen, som av många privatplacerare[källa behövs] anses bero på just robothandeln på Stockholmsbörsen. Denna blixtsnabba robothandel har gjorts möjlig genom att bland annat servrar kan stå i närheten av börsens servrar och på så sätt har det fysiska avståndet kunnat minskas.
Bland annat skriver Bob Lee, som vill att robothandeln förbjuds: - "Robothandeln tar ingen hänsyn till ekonomisk realitet". Även tidigare finansministern Anders Borg har uttalat sig kritiskt mot robothandeln, då många privata placerare förlorar pengar på denna handel. Claes Hemberg, dåvarande sparekonom på Avanza har även han riktat kritik mot robothandeln: -"De anonyma börsrobotarna skapar en luftbörs med stora svängningar" och kräver i ett debattinlägg i Dagens industri att en oberoende utredning av vad robothandeln för med sig genomförs.
OMX-Nasdaq har idag inget självreglerande system för att motverka robothandel, som de anser vara positiv för börsens omsättning. Idag står robothandeln för 45 % av all handel på Stockholmsbörsen och präglas av korta placeringar baserat vinster som genereras vid kursrörelser.[källa behövs] Detta kan likställas med extremt snabba daytraders på millisekundsnivå.
Robothandeln har även aktualiserats i amerikanska medier och författaren Michael Lewis påstår i en ny bok att hela aktiemarknaden är riggad av högfrekvenshandlare. Hans bok "Flash Boys" från 2014 handlar om just högfrekvenshandel eller robothandel som den ibland också kallas.

## Börsen annullerar avslut
Ibland skenar robothandel på börsen och enligt Bloomberg News i maj 2010 kommer Nasdaq OMX att annullera avslut i 286 papper som föll eller steg mer än 60 procent. Detta har satt trovärdigheten för Stockholmsbörsen i en annan dager.

## Falsk orderläggning
Falsk orderläggning är ingen nyhet. Den förste och mest kände som använde denna teknik var den privata dagshandlaren Paul Rotter (född i Tjeckoslovakien, uppväxt i Tyskland). Under slutet av 1990-talet blev han ökänd bland de institutionella handlarna för att lägga upp stora order på Eurex obligationsmarknaden, för att några sekunder senare dra tillbaks dem. Denna teknik förvillade både de manuella handlarna samt dåtiden automatiska handelssystem. Det spekuleras i att han kunde tjäna över 100 miljoner kronor per år genom sitt sätt att handla. Tack vare sin privata status var Paul även okänd för de stora institutionella handlarna och kallades i branschen för "The Flipper".

## Källhänvisningar
1. ↑   börsbolag i Nationalencyklopedins nätupplaga. Läst 25 april 2016.
2. ↑  DI den 2010-12-02

### Amerika
- Nasdaq
- New York Stock Exchange (NYSE)

### Asien
- Tokyo Stock Exchange (TSE)
- National Stock Exchange India (NSE)
- Bombay Stock Exchange (BSE)

### Europa
- Stockholmsbörsens kompositindex 1906-2006
- London Stock Exchange (LSE)
- Frankfurter Wertpapierbörse
- GXG Markets (GXGR)
- Helsinki Exchange (HEX)
- Copenhagen Stock Exchange (CSE)
- Nordic Growth Market (NGM)
- OMX
- Oslo Børs